# Hans-Jürgen Hermisson
Hans-Jürgen Hermisson (* 17. Mai 1933 in Falkenstein, Kreis Friedeberg Nm.) ist ein deutscher evangelischer Theologe und Hochschullehrer.

## Leben
Hans-Jürgen Hermisson wurde geboren als Sohn des Pfarrers Karl-Friedrich Hermisson und dessen Frau Gertrud Hermisson, geborene Lüder. Sein Vater war im Zweiten Weltkrieg an der Ostfront in Stalingrad eingesetzt und gilt seit Januar 1943 als vermisst.
Hermisson promovierte 1962 über die Spiritualisierung der Kultbegriffe im Alten Testament an der Kirchlichen Hochschule Berlin-Zehlendorf. Im Februar 1967 habilitierte er sich an der Theologischen Fakultät der Universität Heidelberg, wo er anschließend als Universitätsdozent und außerplanmäßiger Professor für Altes Testament tätig war.
Von 1977 bis 1982 war Hermisson als ordentlicher Professor für Altes Testament Lehrstuhlinhaber an der Evangelisch-Theologischen Fakultät der Universität Bonn. Von 1982 bis 1998 war er als Nachfolger von Herbert Donner an der Universität Tübingen tätig.
Er verfasste zahlreiche Sachbücher. Im Zentrum seines exegetischen Schaffens standen vor allem die Prophetenbücher, insbesondere das Jeremia- und allen voran das Deuterojesajabuch.

## Werke (Auswahl)
- Studien zur israelitischen Spruchweisheit. Neukirchener Verlagsgesellschaft, Neukirchen-Vluyn 1968, OCLC 5169084.
- mit Eduard Lohse: Glauben. Kohlhammer Verlag, 1978, ISBN 978-3-17-002012-2.
- Jörg Barthel (Hrsg.): Studien zur Prophetie und Weisheit : gesammelte Aufsätze. Mohr Siebeck Verlag, Tübingen 1998, ISBN 978-3-16-146966-4.
- Alttestamentliche Theologie und Religionsgeschichte Israels. Evangelische Verlagsanstalt, Leipzig 2000, ISBN 978-3-374-01793-5.
- Deuterojesaja. 3. Teilband, Jesaja 49,14-55,13. Neukirchener Verlagsgesellschaft, Neukirchen-Vluyn 2017, ISBN 978-3-7887-3042-0.